# Kebonagung (Kraksaan)
Kebonagung is een bestuurslaag in het regentschap Probolinggo van de provincie Oost-Java, Indonesië. Kebonagung telt 3328 inwoners (volkstelling 2010).